# Міжнародний день студентів

Пам'ятник студенту-програмісту у Харкові (Харківський національний університет радіоелектроніки)

Міжнаро́дний день студе́нтів — щорічне міжнародне свято студентської активності, що відзначається 17 листопада.

## Історія
Усе почалося з розгону поліцією і підрозділами СС мирної демонстрації з нагоди 21 річниці створення Чехословацької Республіки 28 жовтня 1939 року в Празі, під час якого був тяжко поранений студент медичного факультету Ян Оплетал. 11 листопада він помер. Його похорон, який проходив 15 листопада, перетворився у протест проти окупації, у якому взяли участь тисячі людей. Знову дійшло до сутичок з поліцією. Наступного дня у Берліні відбулася нарада за участю Адольфа Гітлера, на якій було прийнято рішення закрити чеські вищі навчальні заклади «на три роки», хоча насправді вони відкрилися тільки після перемоги над нацизмом. Майно університетів підлягало конфіскації. 17 листопада відбулися масові арешти чеських студентів у Празі та інших університетських містах. 9 провідних представників студентських організацій було страчено в празьких в'язничних стінах, понад 1200 арештовано і наступного дня відправлено в Заксенгаузен. В гуртожитки вривалися солдати, чинили над студентами побиття, потім вивозили їх на околиці Праги, де насилля продовжилося, студентів змушували падати, а німці чоботами наступали їм на шиї. На вулиці був мороз, а деякі студенти були в піжамах. Гуртожитки з іноземцями і жінками насилля не зачепило.
На своїх зборах 1941 року в Лондоні Міжнародна Рада Студентів прийняла заяву, у якій день 17 листопада в пам'ять про події в Чехії було оголошено Міжнародним днем студентів. Відтоді міжнародне студентство просуває ідею визнання 17 листопада міжнародним днем студентів на рівні ООН.

## Сьогодення
В наші дні День Студента позиціонується не як траурний день пам'яті, а як свято молодості, жаги до життя та великих звершень. Адже саме студентство в усі часи в усіх країнах було активною, подекуди радикальною, рушійною силою, яка могла змінювати державний лад та чинити революцію.
Нині найпопулярніша форма розваг в цей день — музика та танці. Принципово, день студента відрізняється від будь-якого іншого танцювально-музичного масового заходу тим, що, зазвичай, збирається багато людей (студентів) в одному місці, атмосфера та настрій, коли кожен розуміє, що він молодий і що життя треба прожити щасливо.
Традиційно, так склалося, що майже кожен великий ВНЗ робить свій формат святкування:
- квартирники
- самоорганізовані вечірки в гуртожитку
- самоорганізовані вечірки в університетах
- офіційні заходи з нагоди дня студента у ВНЗ
- вечірки клубного типу

Але також, молодь великих міст в останні роки відкрила для себе новий формат — міжуніверситетських вечірок електронної танцювальної музики.
Крім того, в цей день проводяться різні конференції та інші заходи, направлені на розвиток студентського самоврядування, яке є основою майбутнього державотворення, які мають підтримку різних організацій, наприклад УАСС.